# Engenho dos Erasmos
Engenho São Jorge dos Erasmos, o simplemente Engenho dos Erasmos, es un monumento nacional brasileño, el  tercer ingenio azucarero construido en la América Portuguesa, en el centro de la Isla de São Vicente, hoy parte del municipio paulista de Santos. Fue probablemente construido en 1534 por orden de Martim Afonso de Sousa, donatario de la entonces Capitanía de São Vicente, conjuntamente con los primeros asentamientos portugueses del área. El Engenho es considerado como uno de los más notables monumentos del pasado económico de Brasil, siendo el único en el estado de São Paulo. El monumento fue registrado como Patrimonio Histórico en todas las instancias nacionales de Brasil (Instituto do Patrimonio Histórico e Artístico Nacional, CONDEPHAAT y CONDEPASA).

## Historia
Según los historiadores, su fundación coincide con la formación del poblamiento local hacia 1534. El donatario de la Capitanía de São Vicente, Martim Afonso de Sousa, fundó el entonces llamado Engenho do Senhor Governador ou Armadores do Trato, con su hermano Pedro Lopes y otros, como Johan Van Hielst, representante en Lisboa de la casa comercial de la familia Schetz, de Amberes.
En 1540, tras la partida de Martim Afonso de Sousa a India, pasó a ser denominado Engenho São Jorge dos Erasmos tanto debido a sus compradores, Erasmos Schetz y sus hijos, como por la capilla de São Jorge que existía en el lugar, que dio su nombre al barrio São Jorge de Santos, que cubre un lugar en la periferia de la frontera de las ciudades de São Vicente y de Santos. San Jorge era uno de los santos patronos de Portugal en ese momento.

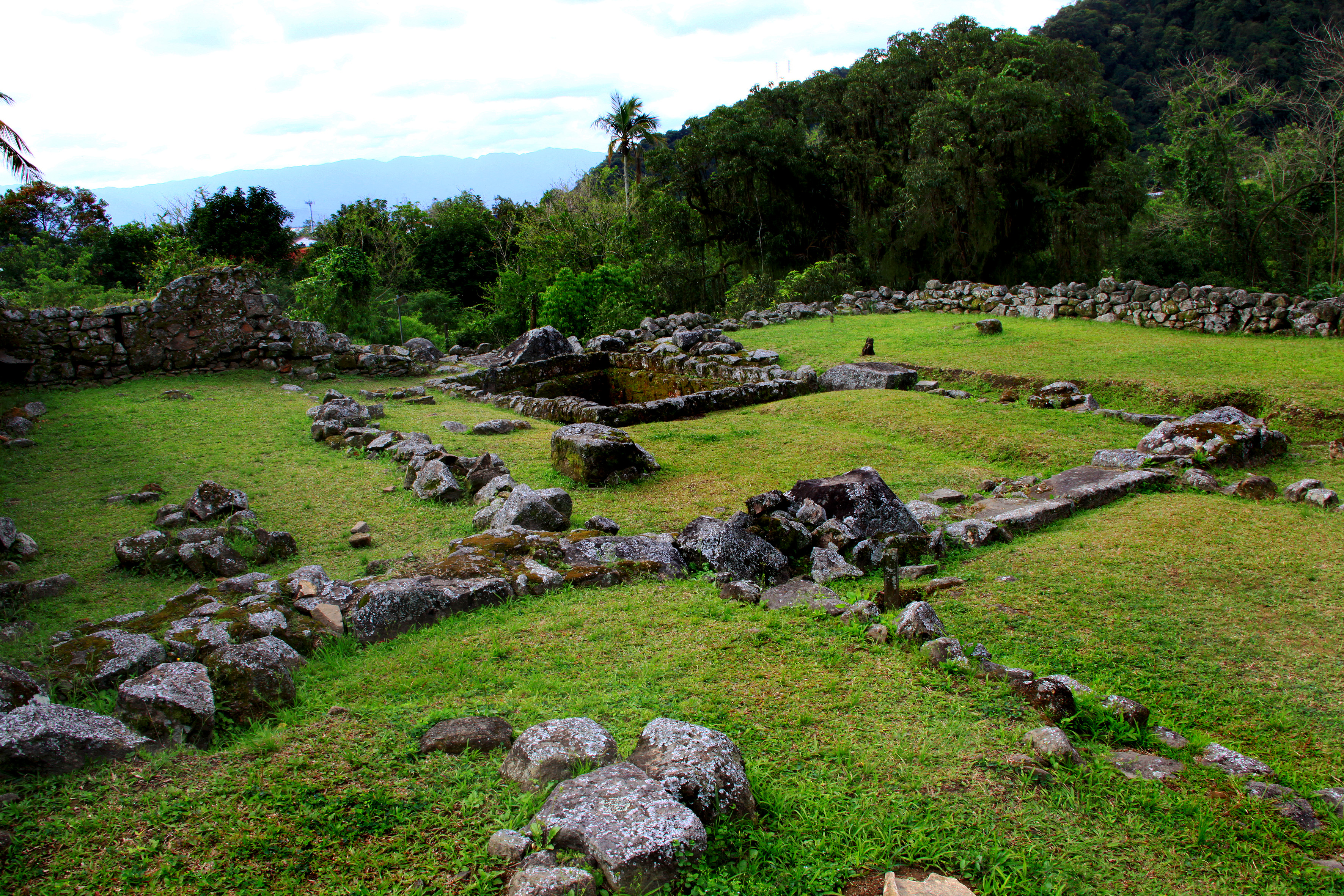
Vista parcial de las ruinas

Con buena estructura en la época, fue uno de los primeros tres ingenios construidos en Brasil. Contaba con molino de agua, capilla, casa de molino, casa de horno, casa de caldera y casa de purga. También contaba con una dehesa junto al ingenio, que se ampliaba con carretas tiradas por bueyes que se dirigían a los cañaverales. El ingenio fue responsable por el florecimiento de la Capitanía de São Vicente y el producto de la caña de azúcar luego se extendió a otras capitanías de Brasil, aprovechando el creciente asentamiento de residentes en las tierras.
Según investigadores de la Universidad de São Paulo, bajo una capa de ceniza se encontraron formas de pan de azúcar, probablemente como resultado del incendio de 1615 provocado por el pirata holandés Joris van Spilbergen debido a la negativa a proporcionarle las provisiones que necesitaba. En 1958, el terreno, ubicado en la Rua Alan Cíber Pinto nº 96, en Santos, fue donado a la USP por Octávio Ribeiro de Araújo, de la empresa que urbanizó Vila São Jorge, para preservarlo por méritos. Sus instalaciones fueron restauradas y reabiertas en 2005.
Durante las excavaciones en el sitio, se encontraron diecinueve esqueletos humanos. Las pruebas de ADN y la investigación genética demostraron que diecisiete eran aborígenes y los otros dos africanos. Estos últimos fueron probablemente los fundadores que ayudaron o enseñaron a los indios que eran la mano de obra en el lugar.